# Ernst Büchner
Ernst Büchner (Pfungstadt, 18 de març de 1850 – Darmstadt, 25 d'abril de 1924) va ser un químic industrial alemany que va inventar i donar nom als aparells flascó de Büchner i embut de Büchner. La patent per a aquests dos invents va ser publicada l'any 1888. Ernst era el nebot de l'escriptor Georg Büchner i del filòsof i metge Ludwig Büchner.